# 7754 Gopalan
7754 Gopalan è un asteroide della fascia principale. Scoperto nel 1989, presenta un'orbita caratterizzata da un semiasse maggiore pari a 2,8918372 UA e da un'eccentricità di 0,0765304, inclinata di 1,54860° rispetto all'eclittica.